# Groot Zandbrink
Groot Zandbrink is een heidegebied en (eiken)bos van 10 hectare gelegen op de dekzanden ten zuiden van Leusden in de Gelderse Vallei. Het gebied was een voorlopig aangewezen Natura 2000-gebied (nummer 80) in de Nederlandse provincie Utrecht. Het was een van de kleinste Natura 2000-gebieden in Nederland en met name van belang vanwege de aanwezigheid van Blauwgrasland (Cirsio dissecti-Molinietum).
In 2013 werd door staatssecretaris Henk Bleker besloten om Groot Zandbrink geen Natura 2000-gebied te laten worden.